# اللوح الأسود (الفلم)
اللوح الأسود (بالفارسية: تخته سیاه) هو فيلم دراما تم إنتاجه في إيران وإيطاليا وصدر في سنة 2000. الفيلم من إخراج سميرة مخملباف وكتابة محسن مخملباف وسميرة مخملباف وقد نال الفيلم جائزة لجنة التحكيم في مهرجان كان في نفس عام صدوره ومن مهرجانات أخرى.

## القصة
تدور وقائع الفيلم في منطقة وعرة في الحدود الإيرانية والعراقية أثناء الحرب التي نشبت بين الدولتين لكنها كانت مجرد خلفية تبين مأساة سكان إحدى القرى الذين يحاولون الرجوع للقرية التي هربوا منها بسبب القصف الذي يهدد حياتهم حيث يوجد مدرسان كل منهما يحمل سبورته على ظهره ويتجولان في الريف في الجزء الكردي من إيران لكي يعلما التلاميذ هناك وعلى طول الطريق يصادفان أناسا من أعمار ومستويات مختلفة ويحاولون إقناعهم بضرورة التعلم.

## وصلات خارجية
- مقالات تستعمل روابط فنية بلا صلة مع ويكي بيانات